# Lev ha-Ir

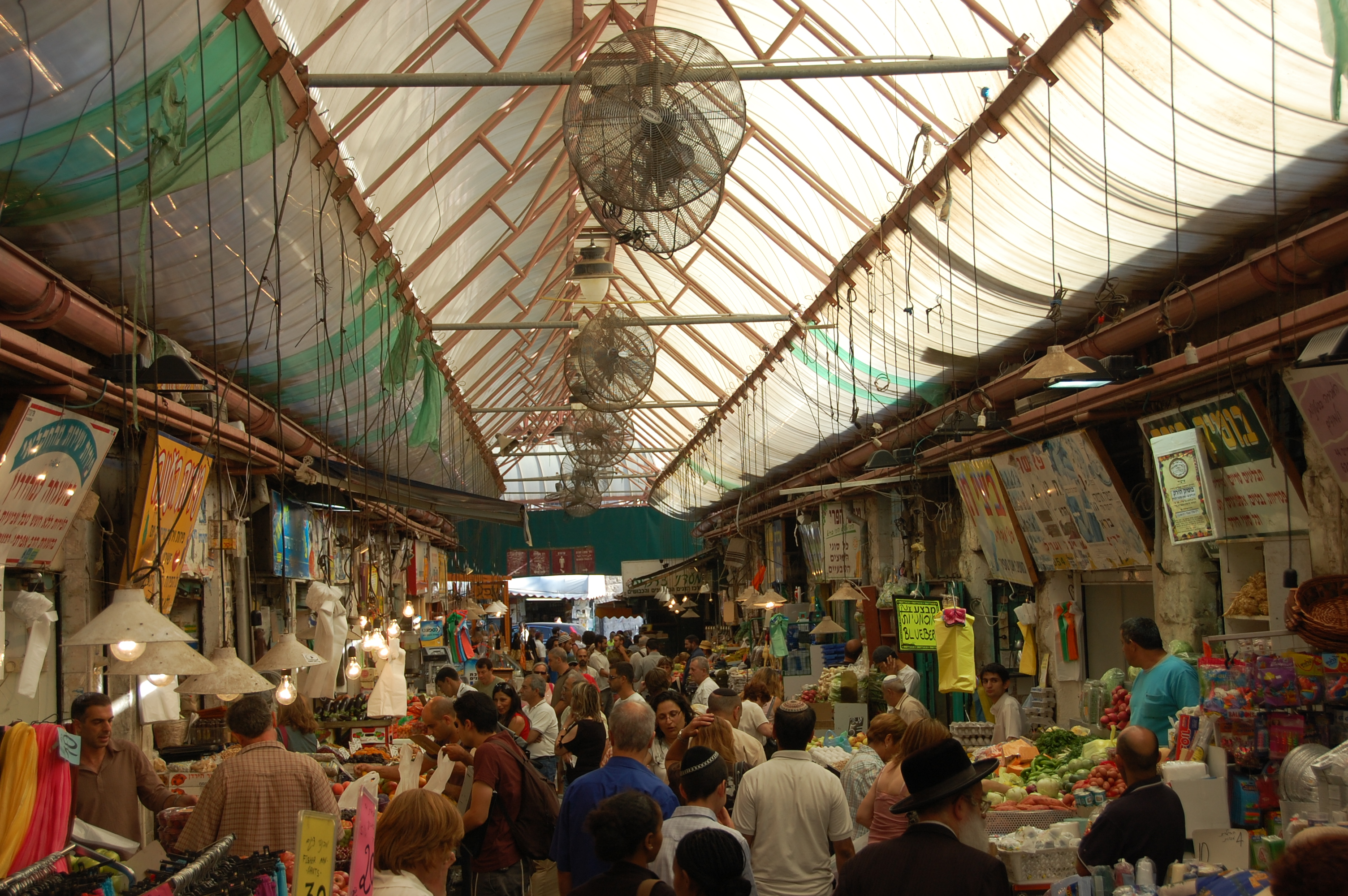
Trh Machane Jehuda

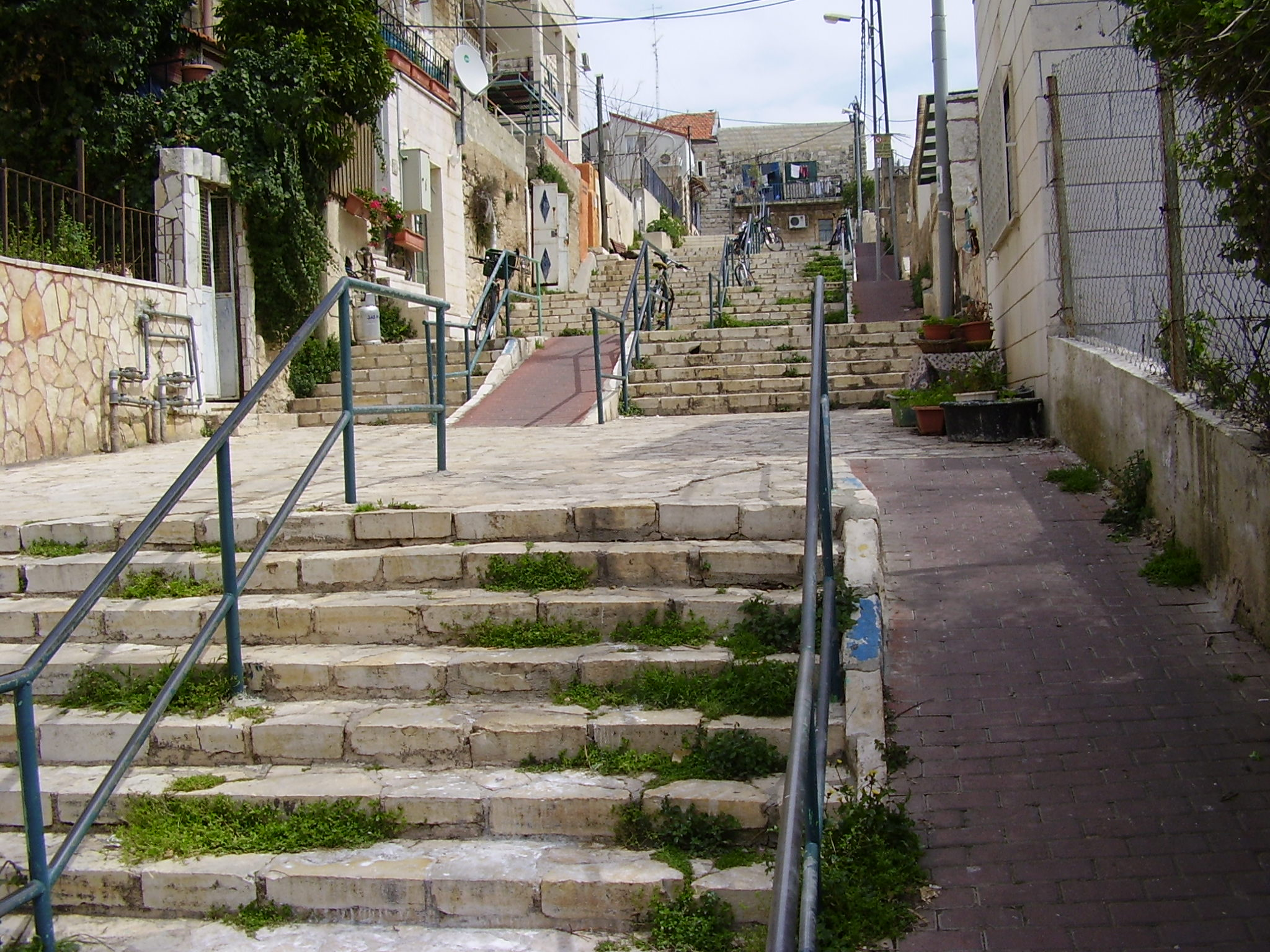
Ulice v Nachla'ot (obytný soubor Nachalat Achim)

Lev ha-ir (hebrejsky: לב העיר, doslova Střed města) je centrální oblast Západního Jeruzaléma v Izraeli.
Jedná se o souvisle a hustě osídlené území s blokovou zástavbou datující se od konce 19. století. Nacházejí se tu čtvrti Machane Jehuda a Nachla'ot. V jejich sousedství se pak rozkládají čtvrti jako Mekor Baruch, Ruchama, Zichron Josef nebo Zichron Moše. Na východě pak přechází do rozsáhlého a lidnatého distriktu Me'a Še'arim.  Hlavní osou je třída Derech Jafo. Leží v nadmořské výšce okolo 800 metrů cca 2 kilometry severozápadně od Starého Města. Populace této oblasti je ryze židovská.